# Atentado de Sabadell
El atentado de Sabadell fue un ataque con coche bomba perpetrado el 8 de diciembre de 1990 por la organización terrorista ETA en Sabadell (España), tomando como objetivo a un grupo de agentes del Cuerpo Nacional de Policía (CNP) que se dirigían a prestar servicio de seguridad en el estadio de la localidad barcelonesa a causa de un partido de fútbol. Seis policías resultaron asesinados y otros dos quedaron gravemente heridos junto a ocho civiles, en el que fuera el atentado más mortífero de ETA en 1990.

## Contexto
A principios de la década de 1990, ETA intensificó su campaña terrorista sobre Cataluña en un intento de obtener repercusión internacional y concesiones políticas, al amenazar con interrumpir el normal desarrollo de los Juegos Olímpicos de Barcelona 1992. La semana anterior al ataque en Sabadell, las fuerzas de seguridad habían incautado incluso documentos a la organización en los que se detallaban estas intenciones.
Dos semanas antes, el 23 de noviembre, ETA había efectuado un atentado contra el cuartel de la Guardia Civil en San Carlos de la Rápita, en el que sin embargo ninguna persona había sufrido daños.

## El atentado
Aproximadamente a las 13:45 del 8 de diciembre de 1990, militantes de ETA aparcaron un automóvil cargado de explosivos en el cruce de las calles Josep Aparici y Ribot i Serra, donde los vehículos normalmente debían aminorar para continuar la circulación. El coche bomba, ubicado a unos 500 metros de la comisaría del CNP en Sabadell, fue detonado a distancia desde la cercana Gran Via, la principal arteria de la localidad, desde la cual los ejecutores podían acceder fácilmente a la autovía A-7 y darse a la fuga. El artefacto explosivo provocó una gran explosión, afectando mayormente al segundo de los vehículos del convoy policial y causando importantes daños en los edificios de los alrededores, arrojando además metralla a una distancia de hasta 400 metros. Cinco de los ocho policías que viajaban en aquel transporte perdieron la vida en el acto, y un sexto falleció poco después. Los agentes asesinados eran Miguel Marcos Martínez, Ramón Díaz García, Juan José Escudero Ruiz, Juan Gómez Salazar, Francisco Pérez Pérez y Eduardo Hidalgo Cazo. Los otros dos agentes resultaron heridos de consideración, mientras que ocho transeúntes sufrieron también lesiones como consecuencia de la detonación.

## Repercusiones
Fuentes policiales atribuyeron la autoría del atentado al comando Barcelona de ETA, e identificaron a Joan Carles Monteagudo y Juan Félix Erezuma, los dos presuntos dirigentes de la célula terrorista, como partícipes del mismo. El 30 de mayo de 1991, un día después de que el atentado contra la casa cuartel de Vich se cobrase la vida de diez personas, Monteagudo y Erezuma fueron abatidos por la Guardia Civil en un tiroteo en Llissá de Munt, a 32 km de Barcelona.